# Светско првенство у атлетици на отвореном 2022 — штафета 4 × 400 метара за мушкарце
Трка штафета 4 х 400 метара у мушкој конкуренцији на 18. Светском првенству у атлетици 2022. у Јуџину (Сједињене Државе) одржано је 23. и 24. јула 2022. године на Хејвард филду.
Титулу светских првака из Дохе 2019. одбранила је штафета САД.

## Освајачи медаља
|                                                                   |                                                                        |                                                                       |
| САД · Елија Годвин · Мајкл Норман · Брајс Дидмон · Шампион Алисон | Јамајка · Аким Блумфилд · Нејтон Ален · Џевон Пауел · Кристофер Тејлор | Белгија · Дилан Борле · Жилијен Ватрен · Александар Дом · Кевин Борле |

## Рекорди
Рекорди у штафети 4х400 метара за мушкарце пре почетка светског првенства 15. јула 2022. године:
| Рекорди пре почетка Светског првенства 2022.  | Рекорди пре почетка Светског првенства 2022.                                          | Рекорди пре почетка Светског првенства 2022. | Рекорди пре почетка Светског првенства 2022. | Рекорди пре почетка Светског првенства 2022. |
| --------------------------------------------- | ------------------------------------------------------------------------------------- | -------------------------------------------- | -------------------------------------------- | -------------------------------------------- |
| Олимпијски рекорди                            | Сједињене Државе · (Лашон Мерит, Анџело Тејлор, Дејвид Невил, Џереми Воринер)         | 2:55,39                                      | Пекинг, Кина                                 | 23. август 2008.                             |
| Светски рекорд                                | Сједињене Државе · (Ендру Валмон, Квинси Вотс, Бач Рејнолдс, Мајкл Џонсон)            | 2:54,29                                      | Штутгарт, Немачка                            | 22. август 1993.                             |
| Рекорд светских првенстава                    | Сједињене Државе · (Ендру Валмон, Квинси Вотс, Бач Рејнолдс, Мајкл Џонсон)            | 2:54,29                                      | Штутгарт, Немачка                            | 22. август 1993.                             |
| Најбољи светски резултат сезоне               | Адидас (Стивен Гардинер, Квинси Хол, Erriyon Knighton, Грант Холовеј)                 | 2:57,72                                      | Гејнсвил, Сједињене Државе                   | 16. април 2022.                              |
| Европски рекорд                               | Велика Британија · (Ајван Томас, Марк Ричардсон, Џејми Баулч, Роџер Блек)             | 2:56,60                                      | Атланта, САД                                 | 3. август 1996.                              |
| Северноамерички рекорд                        | Сједињене Државе · (Ендру Валмон, Квинси Вотс, Бач Рејнолдс, Мајкл Џонсон)            | 2:54,29                                      | Штутгарт, Немачка                            | 22. август 1993.                             |
| Јужноамерички рекорд                          | Бразил · (Еронилде де Араужо, Клеверсон да Силва, Клодине да Силва, Сандерлеи Парела) | 2:58,56                                      | Винипег, Канада                              | 30. јул 1999.                                |
| Афрички рекорд                                | Боцвана · (Исак Маквала, Баболоки Тебе, Зибане Нгози, Бајапо Ндори)                   | 2:57,27                                      | Токио, Јапан                                 | 7. август 2021.                              |
| Азијски рекорд                                | Индија · (Мухамед Анас Јахија, Ноах Нирмал Том, Арокија Рајив, Амој Јакоб)            | 3:00,25                                      | Токио, Јапан                                 | 6. август 2021.                              |
| Океанијски рекорд                             | Аустралија · (Брус Фрејн, Гери Минихан, Рик Мичел, Дарин Кларк)                       | 2:59,70                                      | Лос Анђелес, САД                             | 11. август 1984.                             |
| Рекорди остварени на Светском првенству 2022. |                                                                                       |                                              |                                              |                                              |
| Најбољи светски резултат сезоне               | Сједињене Државе · (Елија Годвин, Мајкл Норман, Брајс Дидмон, Шампион Алисон)         | 2:56,17                                      | Јуџин, САД                                   | 24. јул 2022.                                |
| Азијски рекорд                                | Јапан · (Фуга Сато, Каито Кавабата, Julian Jrummi Walsh, Јуки Џозеф Накаџима)         | 2:59,51                                      | Јуџин, САД                                   | 24. јул 2022.                                |

## Критеријум квалификација
Десет штафета се квалификовало као финалисти Светског првенства у такмичењу штафета 2021. године а шест се пласирало на основу најбољих резултата постигнутим између 27. децембра 2020. и 26. јуна 2022. године.

## Сатница
| Датум         | Време | Коло          |
| ------------- | ----- | ------------- |
| 23. јул 2022. | 17:40 | Квалификације |
| 24. јул 2022. | 19:35 | Финале        |

Сва времена су по локалном времену (UTC-9)

## Резултати

### Квалификације
Такмичење је одржано 23. јула 2022. године. У квалификацијама су учествовале 15 екипа, подељене у 2 групе. У финале су се пласирале по три првопласиране из група (КВ) и две на основу постигнутог резултата (кв).,,
| Групе         | 1     | 2     |
| ------------- | ----- | ----- |
| Стартно време | 17:40 | 17:52 |

| Поз. | Група | Штафета           | Атлетичари                                                                  | НР      | Време   | Белешка |
| ---- | ----- | ----------------- | --------------------------------------------------------------------------- | ------- | ------- | ------- |
| 1.   | 1     | САД               | Елија Годвин, Вернон Норвуд, Брајс Дидмон, Тревор Басит                     | 2:54,29 | 2:58,96 | КВ, НРС |
| 2.   | 1     | Јапан             | Фуга Сато, Каито Кавабата, Julian Jrummi Walsh, Јуки Џозеф Накаџима         | 3:00,76 | 3:01,53 | КВ, НРС |
| 3.   | 1     | Јамајка           | Аким Блумфилд, Џевон Пауел, Карајме Бартли, Ентони Кокс                     | 2:56,75 | 3:01,59 | КВ, НРС |
| 4.   | 2     | Белгија           | Жилијен Ватрен, Дилан Борле, Жонатан Сакор, Кевин Борле                     | 2:57,88 | 3:01,96 | КВ, НРС |
| 5.   | 2     | Чешка             | Матеј Крчек, Павел Маслак, Михал Десенски, Патрик Шорм                      | 3:02,42 | 3:02,42 | КВ, =НР |
| 6.   | 2     | Пољска            | Максимилијан Клепацки, Карол Залевски, Матеуш Жезничак, Кајетан Душински    | 2:58,00 | 3:02,51 | кв, НРС |
| 7.   | 1     | Тринидад и Тобаго | Dwight St. Hillaire, Џерим Ричардс, Аса Гевара, Кашиф Кинг                  | 2:58,12 | 3:02,75 | кв, НРС |
| 8.   | 2     | Француска         | Томас Жордије, Лик Прево, Симон Бојра, Тео Андант                           | 2:58,96 | 3:03,13 | кв, НРС |
| 9.   | 1     | Холандија         | Isayah Boers, Теренс Агард, Патрик Шорм, Ник Смидт                          | 2:57,18 | 3:03,14 | НРС     |
| 10.  | 2     | Италија           | Лоренцо Бенати, Владимир Ачети, Брајан Лопез, Едоардо Скоти                 | 2:58,81 | 3:03,43 | НРС     |
| 11.  | 2     | Немачка           | Марвин Шлегел, Мануел Сандерс, Марк Кох, Патрик Шнајдер                     | 2:59,86 | 3:04,21 |         |
| 12.  | 1     | Индија            | Мухамед Анас Јахија, Мухамед Ајмал Варијатоди, Наганатан Панди, Раџеш Рамеш | 3:00,25 | 3:07,29 |         |
| 13.  | 2     | Боцвана           | Исак Маквала, Зибане Нгози, Keitumetse Maitseo, Leungo Scotch               | 2:57,27 | 3:07,32 | кв, СО  |
|      | 2     | Доминиканска Р.   |                                                                             | 3:00,15 | НС      |         |
|      | 1     | Јужна Африка      |                                                                             | 2:59,21 | НС      |         |

### Финале
Такмичење је одржано 24. јула 2022. године са почетком у 19:35 по локалном времену.,
| Пласман | Штафета           | Атлетичари                                                               | Време   | Белешке |
| ------- | ----------------- | ------------------------------------------------------------------------ | ------- | ------- |
|         | САД               | Елија Годвин, Мајкл Норман, Брајс Дидмон, Шампион Алисон                 | 2:56,17 | СРС     |
|         | Јамајка           | Аким Блумфилд, Нејтон Ален, Џевон Пауел, Кристофер Тејлор                | 2:58,58 | НРС     |
|         | Белгија           | Дилан Борле, Жилијен Ватрен, Александар Дом, Кевин Борле                 | 2:58,72 | НРС     |
| 4.      | Јапан             | Фуга Сато, Каито Кавабата, Julian Jrummi Walsh, Јуки Џозеф Накаџима      | 2:59,51 | АЗР, НР |
| 5.      | Тринидад и Тобаго | Dwight St. Hillaire, Џерим Ричардс, Шаким Мекеј, Аса Гевара              | 3:00,03 | НРС     |
| 6.      | Боцвана           | Зибане Нгози, Leungo Scotch, Исак Маквала, Бајапо Ндори                  | 3:00,14 | НР      |
| 7.      | Француска         | Томас Жордије, Лик Прево, Симон Бојра, Тео Андант                        | 3:01,35 | НРС     |
| 8.      | Чешка             | Матеј Крчек, Павел Маслак, Михал Десенски, Патрик Шорм                   | 3:01,63 | НР      |
| 9.      | Пољска            | Максимилијан Клепацки, Карол Залевски, Матеуш Жезничак, Кајетан Душински | 3:02,51 | НРС     |